# Janet Cardiff

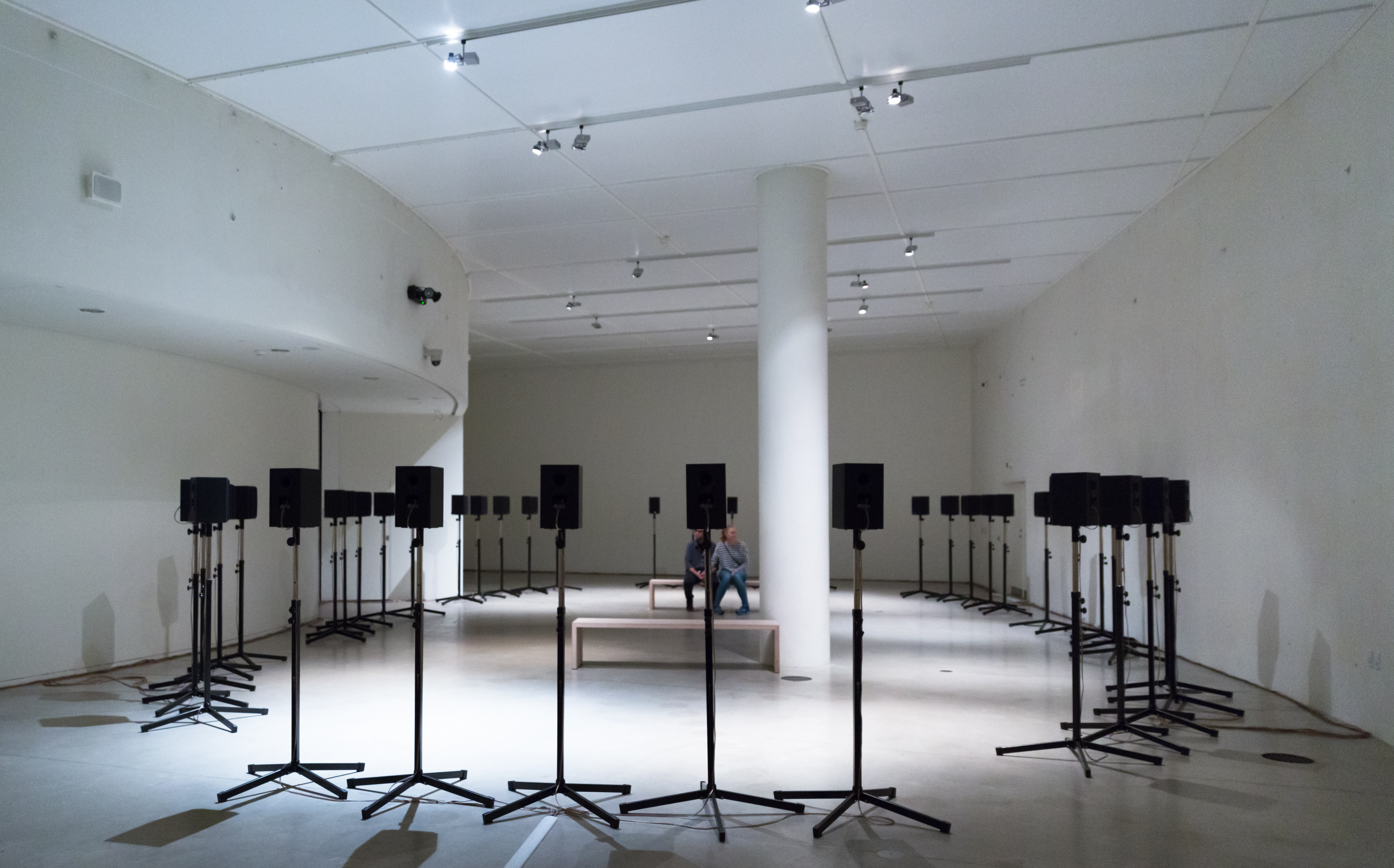
Forty Part Motet, högtalare i ett konstgalleri

Janet Cardiff, född 15 mars 1957 i Brussels, Ontario i Kanada, är en kanadensisk konstnär, som framförallt arbetar med ljudinstallationer. Hon arbetar tillsammans med sin make George Bures Miller.

## Biografi
Janet Cardiff växte upp på en bondgård i Ontario i Kanada. Hon utbildade sig i fotografi och grafik på Queens University, Kingston i Ontario och University of Alberta i Edmonton i Alberta, med en kandidatexamen 1980 och en magisterexamen 1983. Under studierna i Edmonton mötte hon George Bures Miller, som blev hennes make och konstnärliga partner. Janet Cardiff och George Bures Miller fick tillsammans Käthe Kollwitzpriset 2011.

## Egna konstverk
Janet Cardiffs första större ljudkonstverk var The Whispering Room, som bestod av ett mörkt utrymme med 16 små runda högtalare monterade på stativ, vilka återgav enskilda personers röster. När åhörarna rörde sig genom lokalen förbi de olika rösterna, aktiverades en filmprojektor som visade en film i låg hastighet.
Bland kända verk av Janet Cardiff är så kallade "ljudvandringar". Den första skapades mer av en tillfällighet 1991. År 1996 ombads hon att skapa ett platsspecifikt konstverk för Louisiana i Danmark. I Forty Part Motet placerade hon 40 högtalare i 9 grupper, där varje högtalare spelade upp en inspelning av en röst som sjöng Thomas Tallis Spem in alium. Detta konstverk finns nu i National Gallery of Canada i Ottawa i Kanada, Museum of Modern Art i New York och i Inhotim i Brumadinho i Brasilien.

## Konstverk tillsammans med George Bures Miller
Janet Cardiff och George Bures Miller representerade Kanada vid den 49:e Venedigbiennalen med Paradise Institute (2001), en biosalong med 16 platser där åskådarna kunde se en film där de blev vittnen till ett möjligt brott. För detta tilldelades de ett av biennalens specialpriser.